# Alfredo Moura
Alfredo José Moura de Assis (Bahia, ) é um compositor e arranjador brasileiro. Foi o pioneiro na música eletroacústica brasileira.
Estudou composição e regência na Escola de Música da Universidade Federal da Bahia (UFBA), onde foi aluno de Lindembergue Cardoso, Ernst Widmer, Jamary Oliveira e Paulo Costa Lima, entre outros. Também estudou na Wiener Musikhochschule, antes de finalmente se graduar em Licenciatura em Composição pela Universidade de Aveiro. Em seguida fez mestrado em Jazz Arrangement and Composition na Universidade de Louisville, e voltou à UFBA para conseguir um Doutorado em Composição Musical. Atualmente é professor na escola de música da instituição.
Com diversas obras tocadas por grandes orquestras brasileiras e européias,[carece de fontes?] teve grande contribuição para o desenvolvimento deste tipo de música no Brasil. Divulgou a música da Bahia pelo mundo e criou o estilo musical que viria a ser conhecido por axé music, na área da música popular.
Emigrou para Portugal e fundou a primeira orquestra de câmara de jazz da Península Ibérica, a JAZZLAB,[carece de fontes?] que conseguiu reunir bons músicos e criou um exclusivo e inovador estilo musical o "Ethnojazz",[carece de fontes?] um estilo que conjuga diversas vertentes da música mundial de uma maneira versátil e criativa.
Atualmente tem suas obras executadas em vários países pelo mundo, principalmente Áustria, Alemanha e Suíça, além de vários países latino-americanos, Estados Unidos e Portugal.